# Gontran (Popeye)

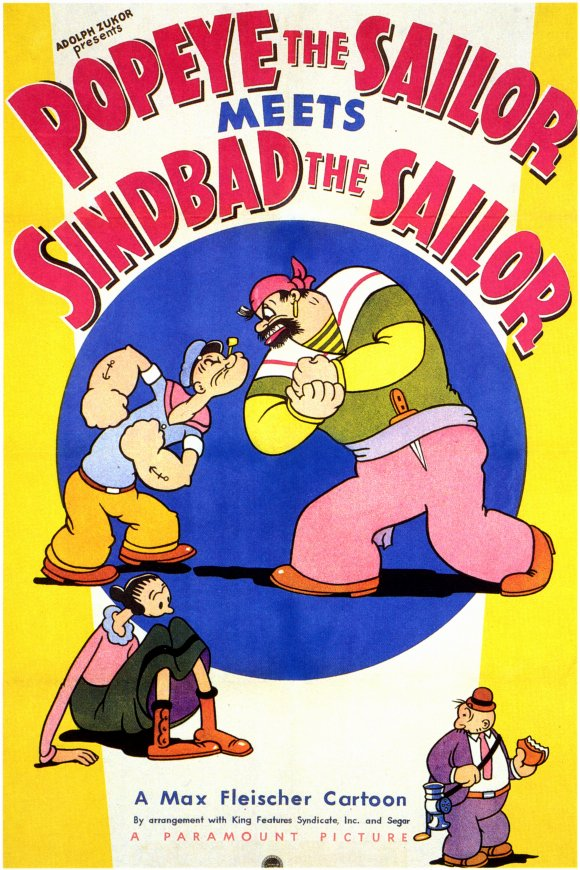
Gontran (en bas à droite, avec un hachoir portatif et un hamburger entamé) sur l'affiche du dessin animé Popeye the Sailor Meets Sindbad the Sailor, 1936.

Joseph Tartempion Gontran, ou simplement Gontran (anglais : J. Wellington Wimpy), est un personnage de fiction de l'univers de Popeye apparu le 3 mai 1931 dans le comic strip The Thimble Theatre. La chaîne de restauration rapide américaine Wimpy a été nommée ainsi en son honneur.

## Description

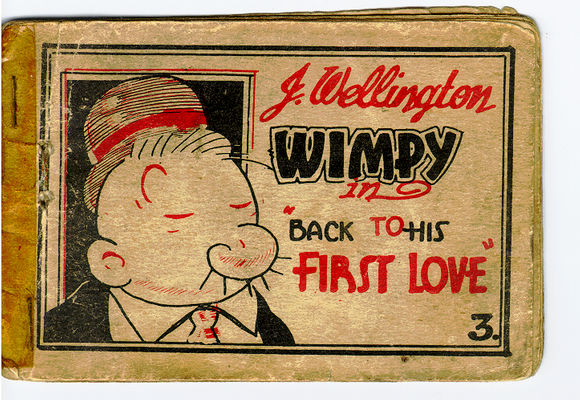
Gontran en couverture d'une Bible de Tijuana des années 1930.

C'est un homme corpulent portant veste, cravate et petit chapeau melon, au visage presque inexpressif, aux yeux presque toujours fermés, doté d'un gros nez et une bouche presque invisible. Son trait de caractère principal est son goût exagéré pour les hamburgers, bien qu'il ait rarement les moyens de s'en acheter. Il est donc souvent forcé de berner les autres pour satisfaire son besoin. Une de ses formules favorites pour ce faire est : « Je vous paierai volontiers mardi pour un hamburger acheté maintenant ».
C'est un ami de Popeye, mais il est peu apprécié dans la série. La plupart des gens le détestent parce qu'il est lâche, paresseux, manipulateur et opportuniste, comme l'indique son nom anglais, « wimpy » signifiant « faiblard » ou « lâche ».
Selon les habitants de Chester, la petite ville de l'Illinois où Segar est né et a grandi, Gontran aurait été inspiré de William Schuchert, dit « Windy Bill », le patron du cinéma où Segar a travaillé alors qu'il apprenait le métier de dessinateur. Gros et volubile, Schuchert était également un grand amateur de hamburgers. Contrairement à Gontran, il était sympathique et apprécié par ceux qui le connaissaient, notamment par Segar, à qui il a payé son premier cours de dessin par correspondance.

## Dans la culture populaire
Au milieu des années 1930, l'expression « Wimpy Burger » était utilisée pour qualifier un hamburger particulièrement gros.

## Incarnations
- Popeye the Sailor Meets Sindbad the Sailor, (film d'animation, 1936) :  Lou Fleischer (en) (voix)
- Popeye Meets the Man Who Hated Laughter (téléfilm animé, 1972) : Jack Mercer
- The All-New Popeye Hour (série animée, 1978-1983) : Daws Butler (voix)
- Popeye de Robert Altman (film, 1980) : Paul Dooley
- Popeye, Olive et Mimosa (série animée, 1987) : Allan Melvin (voix en VO) et Francis Lax (voix en VF)
- Le Voyage de Popeye (téléfilm animé, 2004) : Sanders Whiting (voix)

## Documentation
- Fred Grandinetti, Popeye: An Illustrated Cultural History, McFarland, 2004.